# Der Himmel ruft
Der Himmel ruft (Originaltitel: russisch Небо зовёт, transkribiert Nebo sowjot) ist ein sowjetischer Science-Fiction-Spielfilm von 1959. Der Film startete am 5. August 1960 in den ostdeutschen Kinos.
Aufgrund der ausgezeichneten Trickaufnahmen benutzte Roger Corman Materialien des Films für seine 1962er Produktion Battle beyond the Sun sowie 1965 für den Film Voyage to the Prehistoric Planet, für den er hauptsächlich das Material aus Planeta Bur (Planet der Stürme) nutzte. Das Material von Voyage to the Prehistoric Planet verwendete Peter Bogdanovich 1968 für seinen Spielfilm Voyage to the Planet of Prehistoric Women, in den er weitere Szenen aus Der Himmel ruft einsetzte.

## Handlung
Das sowjetische Raumschiff Rodina (Родина, russisch für Heimat) und das amerikanische Raumschiff Typhoon landen auf einer die Erde umkreisenden Raumstation. Beide Schiffe sind für eine Reise zum Mars vorgesehen. Die amerikanischen Astronauten Clark und Werst lehnen den Vorschlag der sowjetischen Kosmonauten, die Mars-Expedition gemeinsam zu unternehmen, aus Prestigegründen ab. Außerdem missachten die Amerikaner eine Meteoritenwarnung der Sowjets.
Die Typhoon startet und gerät bald außer Sicht der Raumstation. Als die Rodina schließlich auch Richtung Mars startet, besteht zur Typhoon kein Kontakt mehr. Der Raumflug verläuft routinemäßig. Plötzlich empfängt die Rodina schwache Notsignale der Typhoon. Sie ist in den Meteoritensturm geraten und droht, in die Sonne zu stürzen.
Der Besatzung der Rodina gelingt die Rettung der Amerikaner, aber der Treibstoff reicht nun nicht mehr bis zum Mars, so dass das Raumschiff auf dem Asteroiden Icarus notlanden muss. Von der Erde aus wird eine Treibstoffrakete entsandt, so dass die Raumfahrer zur Erde zurückkehren können.

## Veröffentlichung
Der Himmel ruft wurde am 5. August 1960 erstmals in der DDR im Kino aufgeführt und lief am 5. Februar 1961 zum ersten Mal im DFF 1. Die deutsche Fassung wurde vom DEFA-Studio für Synchronisation, Atelier Leipzig, bearbeitet. Die DVD erschien 2009 bei Icestorm Entertainment.